# トミ・マキネン

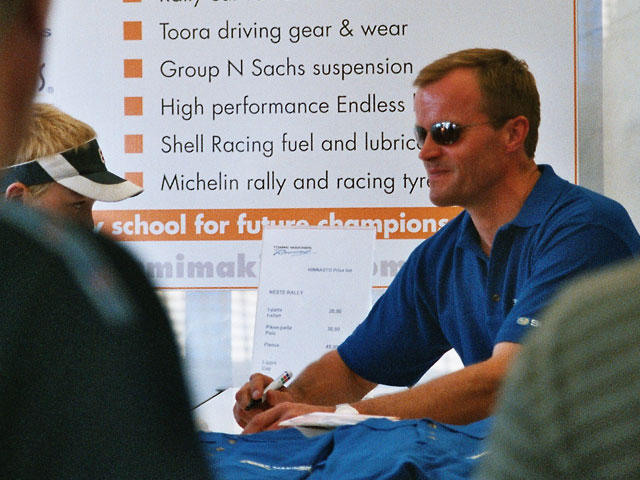
トミ・マキネン

トミ・アンテロ・マキネン（芬: Tommi Antero Mäkinen, 1964年6月26日 - ）は、フィンランドプッポラ出身の元ラリードライバー。三菱・ランサーエボリューションを駆り、1996年から1999年にかけて世界ラリー選手権 (WRC) の4年連続ドライバーズチャンピオンに輝いた。通算24勝は歴代6位。2017年 - 2020年にかけてTOYOTA GAZOO Racing WRTの代表を務めた。
名前の表記は一般には「トミ・マキネン」で、ほかには「トンミ・マキネン」「トミー・マキネン」 などがある。フィンランド語での発音により近いのは「トンミ・マキネン」である。

## 経歴

### 下積み時代
元々はメカニックで、ヤリ＝マティ・ラトバラの父のチームで働いていたこともあった。1985年に地元の実業家、ティモ・ヨウキや同郷の先輩、ユハ・カンクネンらの援助でラリーを始める。最初のマシンはフォード・エスコートRS2000であった。1987年にWRCデビューを果たすものの、後に鎬を削ることとなるコリン・マクレーやカルロス・サインツらがチームの強力なバックアップを受けて活躍していたのとは対照的に、1991年にマツダ、1992年には日産のワークスチームに加入したが、チームもマシンにも恵まれなかった。フィンランドラリー選手権やイタリアラリー選手権、あるいはスポットでWRCに出場するなど、不遇の時期を送っていた。
そんなマキネンに転機が訪れたのは1994年1000湖ラリー（現：ラリー・フィンランド）。エースのフランソワ・デルクールの交通事故以来、低迷を続けていたフォードがそのカンフル剤として彼に白羽の矢を立てた。ディディエ・オリオールとカルロス・サインツのタイトル争いが過熱していたこの年、マキネンは見事にエスコートを乗りこなし、終始2人を圧倒して初優勝を成し遂げた。この活躍により、三菱自動車のワークス・チームであるラリーアートと契約を果たす。

### 三菱時代

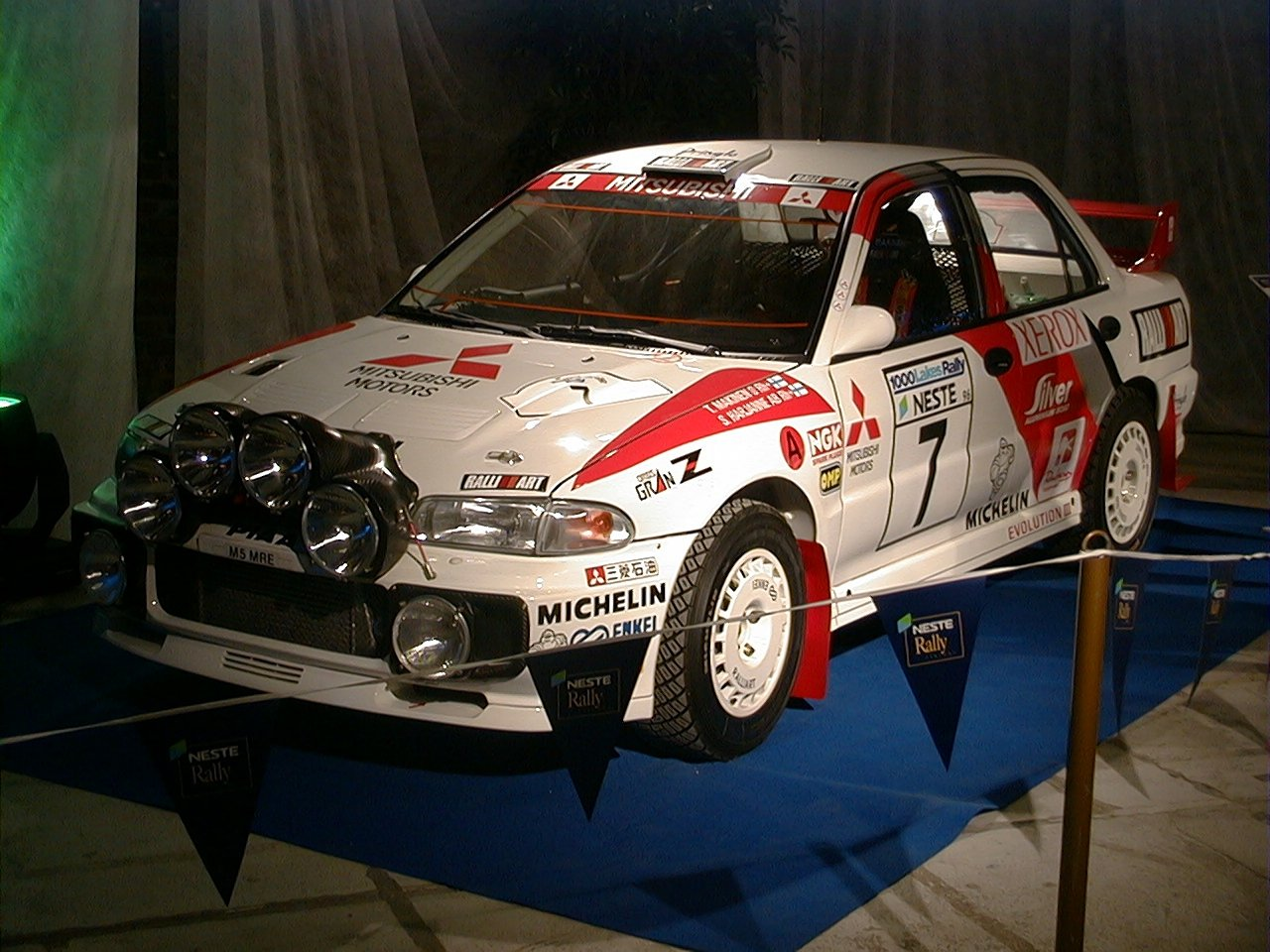
1996WRCスウェーデンで優勝したランサーエボリューションIII

三菱での最初のラリーとして1994年のサンレモにスポット参戦し、結果はリタイヤだったが、後にマキネンの走りを支えることとなる三菱の宝刀、アクティブ・デフを初投入した非常に意義のあるラリーだった。
フル参戦初年度の1995年は、前年に投入した電気式アクティブデフの威力とマシンの改良が功を奏し、マキネンも持ち前の速さを遺憾なく発揮する。2戦目のスノーイベントのスウェーデンではその成果が表れ、チームオーダーによりチームメイトのケネス・エリクソンに勝利を譲ったものの、マキネンの速さが際立った。その後のラリーでも速さを見せるものの、結果に結びつかないラリーが多く、この年は散発的な結果に終わる。
翌1996年は三菱本社の予算縮小の煽りを受け、1台体制がメインとなるも、チームはマキネンのタイトル獲得に戦力を集中させる。マキネンも前年の不安定感を克服して、シーズンを通して安定した速さを見せた。最終的に全9戦中5勝を挙げ、第7戦オーストラリアで初のWRCドライバーズ・タイトルを獲得した。この年を境にマキネンとランサーエボリューションは目覚しい活躍をみせる。
1997年に新しくワールドラリーカー（WRカー）規定が導入され、ライバルのスバル、フォード、トヨタがWRカーを投入したが、三菱はグループAを貫き、ランサーエボリューションⅣを投入した。マキネンは最終戦までスバルのマクレーと熾烈なタイトル争いを繰り広げ、わずか1ポイント差でマクレーを下しタイトルを連覇した。1998年は最終戦ラリーGBで初日にリタイアしてタイトルが絶望視されたが、トヨタのサインツが最終SSの残り300mでリタイアする劇的な展開となり、3連覇を達成した。1999年もタイトルを防衛し、チャンピオン獲得4回というユハ・カンクネンの記録に並んだ（4連覇は史上初）。1998年は三菱初のマニュファクチャラーズ・タイトル獲得にも貢献し、まさにマキネン、ランサーエボリューションの絶頂期であった。

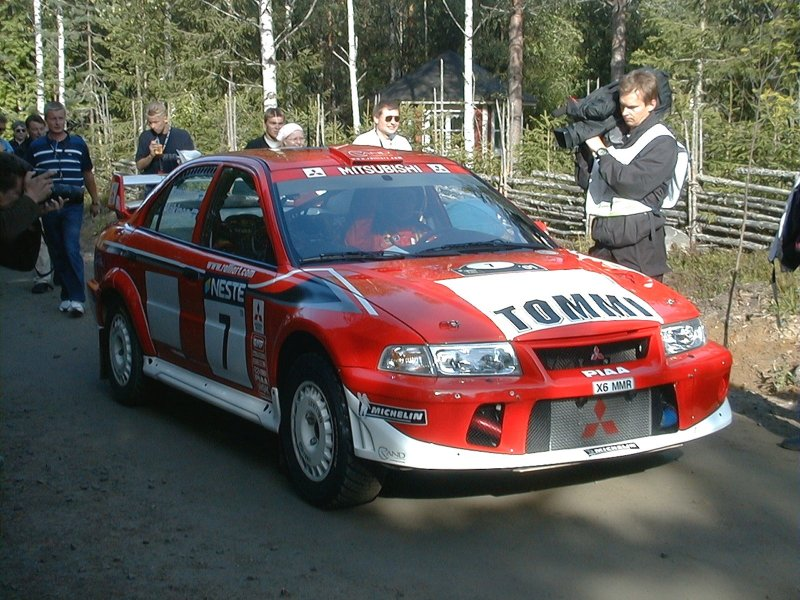
ランサーエボリューションVI（エボ6.5）、2001年ラリー・フィンランドにて。

WRカー勢に対抗して三菱はランサーエボリューションV、Ⅵを投入し、ワイドトレッド化、エアロダイナミクスの改善、アクティブ・デフの進化といった改良を続けた。だが、改造範囲の広いWRカーがより戦闘力をつけるとともに、マキネンとランサーエボリューションの走りにも陰りが見え始め、グループAのランサーがWRカーの規約にあわせた修正（フロント、リアスポイラーの小型化）を余儀なくされる不条理な事態も発生するようになった。2000年はフル参戦を開始したプジョーのマーカス・グロンホルムにチャンピオンを奪われ、マキネンはシーズン5位に終わった。
このような時代の変化に伴い、ついにチームは2001年に長年に渡って拘ってきたグループAからWRカーへの転換を発表した。その特例でフライホイールの軽量化、リアサスペンションストロークの増大を施したランサー・エボリューション・トミマキネンエディション（通称：エボ6.5）は開幕戦から3勝をマークした。その後、第11戦サンレモからWRカーであるランサーエボリューションWRCを投入するも、最終戦までの4戦中3戦でリタイヤし、わずか1ポイントを得たのみだった。その結果、最終戦までもつれたチャンピオン争いに敗れシーズン3位に終わった。

### スバルへ移籍、引退

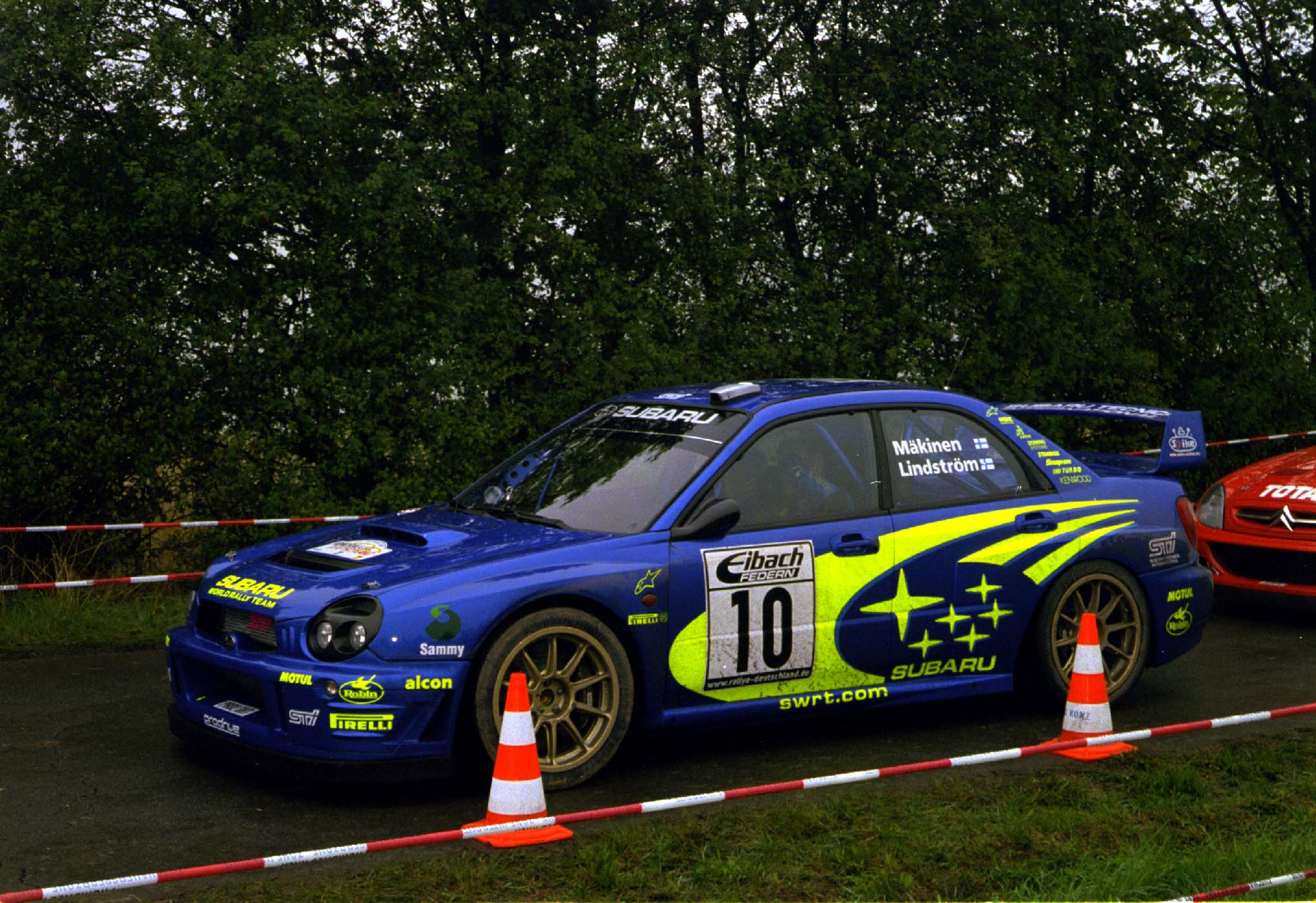
スバル・インプレッサWRC、2002年ラリー・ドイツにて。

2002年、マキネンは7年間過ごした三菱を離れ、「ほかのワークスチームも知りたい」という理由から、これまで鎬を削ってきたスバルへと移籍する。初戦のモンテカルロでいきなり優勝したが、新型インプレッサWRC 2002投入後は3位2回にとどまり、ランキング8位と低迷した。
2003年はスウェーデンで2位を獲得するが、チームメイトのペター・ソルベルグの急成長を受けて、ソルベルグのチャンピオン争いをサポートする立場に回る。ソルベルグやセバスチャン・ローブ、マルコ・マルティンといった若手の台頭もあり、地元フィンランド終了後に本年限りでの引退を表明した。引退イベントとなった最終戦ラリーGBでは金色のシューズを履いてドライブし、3位表彰台で花道を飾った。このラリーで3位を争ったマクレーもレギュラー参戦最終年となり、一方でソルベルグが優勝してチャンピオンに輝くなど、WRCの世代交代を印象づける一戦となった。
マキネンのWRC4連覇の記録は2008年にローブが5連覇して更新され、ローブはさらに9連覇まで記録を伸ばした。

### 引退後
2004年のラリー・ジャパン初開催時はゼロカーをドライブ。久々の走りを披露し日本のファンに元気な姿を見せた。
故郷のユヴァスキュラ近郊にて、スバル・WRX STIのグループNやグループR4マシンの輸入・製作・販売・開発を行うトミ・マキネン・レーシング (TMR) を経営。フィンランドラリー選手権にもラリーチームとして参戦し、2009年にはWRCラリー・フィンランドでキミ・ライコネンをドライブさせたこともある。また2010年まで毎年WRX STiの市販車開発テストにドライバーとして参加した。
2010年4月16日、ドイツ・ニュルブルクリンクにおいて、当時最新のスバル・インプレッサWRX STi 4ドアを駆り7分55秒00を記録した。
新井敏弘は2012年のインターコンチネンタル・ラリー・チャレンジ（IRC）にトミ・マキネン・レーシングからインプレッサのR4仕様をドライブして参戦していた。

### トヨタWRTチーム代表

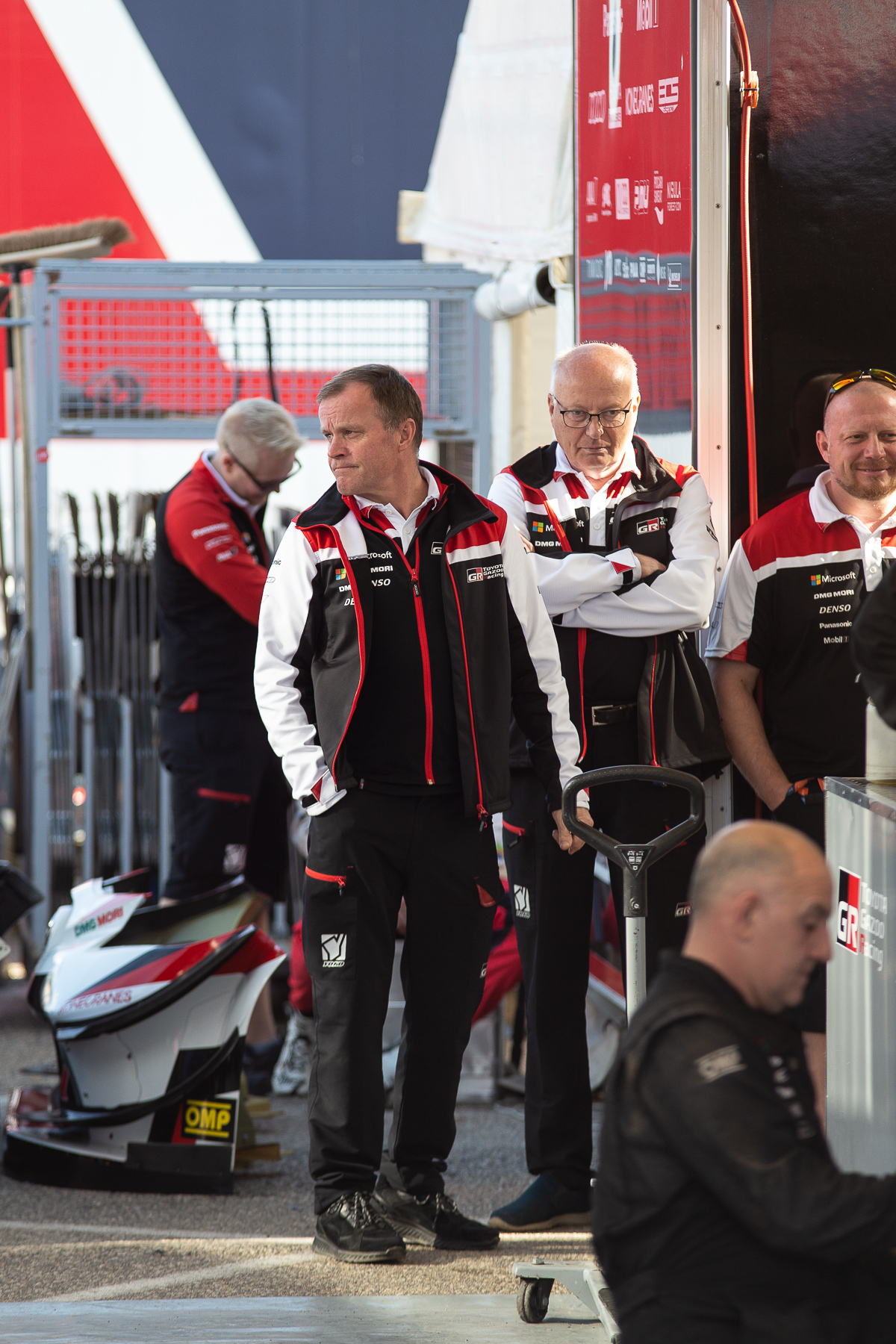
2019年WRCラリー・カタルーニャにて

現役時代、日本のWRC参戦メーカーの中ではトヨタだけ関わりがなかったが、2014年1月豊田章男社長に北海道で直接ドライビングレッスンをしたのがきっかけで二人は意気投合した。。同年ラリー・フィンランドでは、豊田を乗せてTMR製作のトヨタ・GT86ラリーカーでパフォーマンスランを行った。
2015年1月にはトヨタのWRC復帰が発表され、同年夏にマキネンが「トヨタ・ガズー・レーシング・WRT(World Rally Team)」のチーム代表に就任することが発表された。かつてWRCで3連覇を果たしたトヨタ・チーム・ヨーロッパ（TTE）を前身とするドイツのトヨタ・モータースポーツ有限会社（TMG）ではなく、マキネンに任せることに内外から反対意見が相次いだが、マキネンの人柄を知る豊田が確信と熱意で押し切る形で決まった。車体開発拠点はマキネンの所有するフィンランドのTMR施設を拡張し、エンジンはTMGで開発する。2017年にヤリスWRCでWRCに復帰した。
マキネンの勝利に対するストイックな姿勢と強力なチーム作りの手腕に対する評価は極めて高く、フォルクスワーゲンの電撃撤退によるヤリ＝マティ・ラトバラ獲得という幸運にも恵まれ、トヨタはわずか1年半という開発期間と復帰2戦目で優勝を獲得するに至った。翌年にはオィット・タナック/マルティン・ヤルヴェオヤの活躍で3連勝を含む5勝をマークし、復帰2年目にしてマニュファクチャラーズタイトルを、翌2019年・2020年はドライバー/コドライバーズタイトルを獲得。監督としてもラリー界の頂点に立ち、豊田のマキネンへの期待が間違っていなかったことを証明してみせた。
ドライバーとしてのみならずチーム監督としても世界チャンピオンに輝いた功績を認められ、2019年1月にFIA殿堂入りした。
また以前同様TMRとしても活動を継続しており、TOYOTA GAZOO Racingの育成選手である勝田貴元、新井大輝、足立さやからをフィンランドラリー選手権やWRC2でドライブさせた。
しかし一方で彼の強烈なリーダーシップは強権的な面も持ち合わせており、激務や彼との意見の相違を理由に離脱したと思われるスタッフやドライバーもいた。2019年にWRCチャンピオンを獲得したタナク/ヤルヴェオヤはその代表例である。またスバル時代からの仲であった技術者のマイケル・ゾトスを含む3人のスタッフが離脱していた。
2021年にはトヨタのモータースポーツアドバイザーに就任し、チーム代表の座をラトバラへと譲っている。またこの時マシン開発もトヨタ・ガズー・レーシング・ヨーロッパ（TGR-E、旧TMG）へと移管され、事実上一線を退いた形となった。

## 特徴
マキネンのレース運びの特徴は、得意なステージでライバルに差をつけ、終盤はライバルのペースをみながらリードを保ち勝利を得るというものだった。特にモンテカルロや地元のフィンランドではより鮮明に表れていた。
フィンランド人ドライバーであるが、ターマックラリーも得意であり、1997年のカタルーニャでスバルのピエロ・リアッティを7秒差で下して勝利したときを境に、モンテカルロでは1999年 - 2002年に4年連続で、サンレモでは1998年と1999年に2年連続で勝利を飾っている。ちなみに、ターマックでは前述のモンテカルロの4連覇、グラベルではフィンランドの5連覇という1イベントにおける連覇記録を持っていたが、いずれも後にローブによって更新されている（ターマックではドイツとカタルーニャの8連覇、グラベルではメキシコの6連覇）。
ターマックをベースに雪や氷により目まぐるしく変化する路面状況が特徴であり、シリーズの中でも最難関とされ伝統の一戦でもあるモンテカルロを大得意としており、1997年には総合3位、1999年 - 2002年では史上初の4連覇を達成している（1998年と2003年はリタイヤ）。後にモンテカルロでの連覇記録は2018年にセバスチャン・オジェによって更新された。また、モンテカルロでの通算勝利記録は4勝でワルター・ロールと並び最多タイ記録だったが、2008年にローブにより更新された（後に7勝まで記録を伸ばす）。
一方で、ツイスティで独特なコースが特徴であるツール・ド・コルスを苦手としており、相性は悪かった。2回目の出場の1997年は6速全開200km/hで突如、コース上に現れた牛と激突して、50メートル崖下に転落してリタイア。崖からの転落にもかかわらず、マシンは前後が大きく潰れるだけで済み、奇跡的にも無傷であった。翌1998年はECUのトラブルで、三菱最後の出場となった2001年もニューマシンの熟成が進まず、岩に激突、転倒し崖に転落する寸前で止まる大事故となった。この事故で長い間コドライバーを務めたリスト・マニセンマキが背中を痛め長期休養し、カイ・リンドストロームに交代することとなった。
硬い足回りを好んでおり、その硬さには百戦錬磨のプロドライブのエンジニアが目を丸くするほどであったという。

## エピソード
- 4年連続ドライバーズタイトル獲得を記念して、「ランサーエボリューションVI トミ・マキネンエディション」が2000年1月8日に販売された[5]。WRCドライバーの名前が与えられた車は、彼の他を挙げれば海外向けグレード名称が"Carlos Sainz Limited Edition"とされたトヨタ・セリカGT-Four RC (ST185)のカルロス・サインツ、スバル・インプレッサWRX (GC8)の英国限定特別仕様車"Series McRae"のコリン・マクレー、及びシトロエン・C4の特別仕様車"C4 by LOEB"のセバスチャン・ローブくらいで、非常に稀有な存在である。
- 1995年を除き、チャンピオン争いをしていた三菱時代は絶対的なエースとしてチームに君臨していた。そのため、一緒に組んだチームメイトが他のチームに移籍したり、または成績が下降していった例も存在する。1999年 - 2001年まで三菱のセカンドドライバーとして在籍していたフレディ・ロイクスは、将来のチャンピオン候補と謳われながらも、マキネン中心のチーム運営に馴染めず、表彰台争いをしていたトヨタ時代より明らかに成績が低迷した。1996年 - 1998年までチームメイトであったリチャード・バーンズは在籍中の1998年に初勝利を含む2勝を挙げ、その後スバルに移籍しチャンピオン争いの常連となった。
- 先輩のカンクネンが社交的で口数が多かったのとは対照的に、寡黙だった。しかし、引退後に出演した日本の車関連のビデオでは陽気な一面も覗かせた。
- マキネンの先代チャンピオンであるコリン・マクレーが2007年に事故死したときには大変ショックを受けていた。最後のラリーとなった2003年最終戦グレートブリテンでは、サービスパークでの車中で2人で話しあうなど、長年しのぎを削りあってきた友人だった。
- スバルに在籍していた際、ある雑誌のインタビューで三菱が2003年にWRC活動を休止した事について「立場もあるからコメントしにくいね。ただ、かつて在籍していたチームが参戦しないのは非常に残念なことだ」と答え、かつて王座に君臨していた頃の古巣に対する突然の活動休止を惜しんだ。
- 2003年のツール・ド・コルス、木曜のシェイクダウン中で、チャンピオン争いをしていたソルベルグが大クラッシュ、マシンがボロボロになった時、レギュレーションが許せば、自分のマシンをソルベルグに譲るとチームに申し出た。レギュレーションではすでに登録していたマシンの交換は無理だったが、その事にも触発され、プロドライブのメカニックの力で1夜でなんとか走れるように直し、ソルベルグは天候の急激な変化も手伝ってツール・ド・コルスで優勝している（ターマックイベントで初優勝）。マキネンの引退レースとなった最終戦ラリーGBでは、チャンピオンを目指すソルベルグのためにタイヤテストをしながら走行した[10]。
- WRCチーム代表としてのトミ・マキネンは、速さよりもドライバーにとっての運転しやすさに強烈なこだわりを持っており、トヨタ・ヤリスWRCの開発の際には自ら開発ドライバーとして参加した上、TMGに要請してエンジンを一年半の間に4度も設計からやり直させた。マキネンの車作りの思想は「もっといいクルマづくり」を掲げる豊田章男が深く共感し、それが2人の意気投合とWRC参戦のきっかけもなっている。
- ジャッキー・チェンの映画『デッドヒート』で、三菱契約ドライバー役のジャッキーのスタントマンを務めた[19]。
- 好きな日本食は『じゃがりこ』で、食べ比べ企画ではゆず胡椒味を一番としていた[20]。また『地球の走り方 世界ラリー応援宣言』番組内にてレイザーラモンRGの息子[要出典]がマキネンにじゃがりこをプレゼントしている[21]。
- 1950年代〜1970年代に1000湖ラリーとRACラリーを3連覇し、ラリー界最初のフライング・フィンと呼ばれたティモ・マキネンとは血縁関係はない。

## タイトル
| 年   | タイトル                           | 車                                                |
| ---- | ---------------------------------- | ------------------------------------------------- |
| 1988 | フィンランドラリー選手権 (group N) | Lancia Delta HF 4WD                               |
| 1996 | 世界ラリー選手権                   | Mitsubishi Lancer Evo 3                           |
| 1997 | 世界ラリー選手権                   | Mitsubishi Lancer Evo 4                           |
| 1998 | 世界ラリー選手権                   | Mitsubishi Lancer Evo 4 / Mitsubishi Lancer Evo 5 |
| 1999 | 世界ラリー選手権                   | Mitsubishi Lancer Evo 5 / Mitsubishi Lancer Evo 6 |

| 年   | ラリー                                          | 開催国           | コ・ドライバー         | 車                      |
| ---- | ----------------------------------------------- | ---------------- | ---------------------- | ----------------------- |
| 1994 | 1000 Lakes Rally                                | フィンランド     | セッポ・ハルヤンヌ     | Ford Escort RS Cosworth |
| 1996 | International Swedish Rally                     | スウェーデン     | セッポ・ハルヤンヌ     | Mitsubishi Lancer Evo 3 |
| 1996 | Safari Rally Kenya                              | ケニア           | セッポ・ハルヤンヌ     | Mitsubishi Lancer Evo 3 |
| 1996 | Rally Argentina                                 | アルゼンチン     | セッポ・ハルヤンヌ     | Mitsubishi Lancer Evo 3 |
| 1996 | Neste 1000 Lakes Rally                          | フィンランド     | セッポ・ハルヤンヌ     | Mitsubishi Lancer Evo 3 |
| 1996 | API Rally Australia                             | オーストラリア   | セッポ・ハルヤンヌ     | Mitsubishi Lancer Evo 3 |
| 1997 | TAP Rallye de Portugal                          | ポルトガル       | セッポ・ハルヤンヌ     | Mitsubishi Lancer Evo 4 |
| 1997 | Rallye Catalunya-Costa Brava (Rallye de España) | スペイン         | セッポ・ハルヤンヌ     | Mitsubishi Lancer Evo 4 |
| 1997 | Rally Argentina                                 | アルゼンチン     | セッポ・ハルヤンヌ     | Mitsubishi Lancer Evo 4 |
| 1997 | Neste Rally Finland                             | フィンランド     | セッポ・ハルヤンヌ     | Mitsubishi Lancer Evo 4 |
| 1998 | International Swedish Rally                     | スウェーデン     | リスト・マニセンマキ   | Mitsubishi Lancer Evo 4 |
| 1998 | Rally Argentina                                 | アルゼンチン     | リスト・マニセンマキ   | Mitsubishi Lancer Evo 5 |
| 1998 | Neste Rally Finland                             | フィンランド     | リスト・マニセンマキ   | Mitsubishi Lancer Evo 5 |
| 1998 | Rallye Sanremo - Rallye d'Italia                | イタリア         | リスト・マニセンマキ   | Mitsubishi Lancer Evo 5 |
| 1998 | API Rally Australia                             | オーストラリア   | リスト・マニセンマキ   | Mitsubishi Lancer Evo 5 |
| 1999 | Rallye Automobile de Monte-Carlo                | モナコ           | リスト・マニセンマキ   | Mitsubishi Lancer Evo 5 |
| 1999 | International Swedish Rally                     | スウェーデン     | リスト・マニセンマキ   | Mitsubishi Lancer Evo 5 |
| 1999 | Rally New Zealand                               | ニュージーランド | リスト・マニセンマキ   | Mitsubishi Lancer Evo 6 |
| 1999 | Rallye Sanremo - Rallye d'Italia                | イタリア         | リスト・マニセンマキ   | Mitsubishi Lancer Evo 6 |
| 2000 | Rallye Automobile de Monte-Carlo                | モナコ           | リスト・マニセンマキ   | Mitsubishi Lancer Evo 6 |
| 2001 | Rallye Automobile de Monte-Carlo                | モナコ           | リスト・マニセンマキ   | Mitsubishi Lancer Evo 6 |
| 2001 | TAP Rallye de Portugal                          | ポルトガル       | リスト・マニセンマキ   | Mitsubishi Lancer Evo 6 |
| 2001 | Safari Rally Kenya                              | ケニア           | リスト・マニセンマキ   | Mitsubishi Lancer Evo 6 |
| 2002 | Rallye Automobile de Monte-Carlo                | モナコ           | カイ・リンドストローム | Subaru Impreza WRC      |

| 年   | 所属チーム                             | 車                               | 1       | 2       | 3       | 4       | 5       | 6       | 7       | 8       | 9       | 10      | 11      | 12      | 13      | 14      | WDC  | Points |
| ---- | -------------------------------------- | -------------------------------- | ------- | ------- | ------- | ------- | ------- | ------- | ------- | ------- | ------- | ------- | ------- | ------- | ------- | ------- | ---- | ------ |
| 1987 | トミ・マキネン                         | ランチア・デルタ HF 4WD          | MON     | SWE     | POR     | KEN     | FRA     | GRC     | USA     | NZL     | ARG     | FIN Ret | CIV     | ITA     | GBR     |         | -    | 0      |
| 1988 | トミ・マキネン                         | ランチア・デルタ HF 4WD          | MON     | SWE     | POR     | KEN     | FRA     | GRC     | USA     | NZL     | ARG     | FIN Ret | CIV     | ITA     |         |         | -    | 0      |
| 1988 | Mu-Uutiset 4 Rombi Corse               | ランチア・デルタ インテグラーレ  |         |         |         |         |         |         |         |         |         |         |         |         | GBR Ret |         | -    | 0      |
| 1989 | トミ・マキネン                         | ランチア・デルタ インテグラーレ  | SWE Ret | SWE Ret | MON     | POR     | KEN     | FRA     | GRC     | NZL     | ARG     | FIN Ret | AUS     | ITA     | CIV     | GBR     | -    | 0      |
| 1990 | Pro Sport Rally Team                   | 三菱・ギャラン VR-4              | MON     | POR     | KEN     | FRA     | GRC     | NZL 6   | ARG     | FIN 11  | AUS 7   | ITA 13  | CIV     | GBR Ret |         |         | 24位 | 10     |
| 1991 | Promoracing Finland                    | フォード・シエラ RS Cosworst 4x4 | MON     | SWE 13  |         |         |         |         |         |         |         |         |         |         |         |         | 31位 | 8      |
| 1991 | トミ・マキネン                         | フォード・シエラ RS Cosworst 4x4 |         |         | POR Ret | KEN     | FRA     | GRC     |         |         |         |         |         |         |         |         | 31位 | 8      |
| 1991 | Promoracing Finland                    | 三菱・ギャラン VR-4              |         |         |         |         |         |         | NZL Ret | ARG     |         |         |         |         |         |         | 31位 | 8      |
| 1991 | マツダ・ラリー・チーム・ヨーロッパ     | Mazda 323 GTX                    |         |         |         |         |         |         |         |         | FIN 5   | AUS     | ITA     | CIV     | ESP     | GBR Ret | 31位 | 8      |
| 1992 | ニッサン・モータースポーツ・ヨーロッパ | 日産・サニー GTI-R               | MON 9   | SWE     | POR Ret | KEN     | FRA     | GRC     | NZL     | ARG     | FIN Ret | AUS     | ITA     | CIV     | ESP     | GBR 8   | 40位 | 5      |
| 1993 | Astra                                  | ランチア・デルタ HF Integrale    | MON     | SWE 4   | POR     | KEN     | FRA     | GRE 6   | ARG     | NZL     | FIN 4   | AUS     | ITA     | ESP     | GBR     |         | 10位 | 26     |
| 1994 | Nissan F2                              | 日産・サニー GTI                 | MON     | POR Ret | KEN     | FRA     | GRE     | ARG     | NZL     |         |         | GBR 9   |         |         |         |         | 10位 | 22     |
| 1994 | Fost Motor Co                          | フォード・エスコート RS Cosworst |         |         |         |         |         |         |         | FIN 1   |         |         |         |         |         |         | 10位 | 22     |
| 1994 | 三菱・ラリーアート                     | 三菱・ランサー Evo II            |         |         |         |         |         |         |         |         | ITA Ret |         |         |         |         |         | 10位 | 22     |
| 1995 | 三菱・ラリーアート                     | 三菱・ランサー Evo II            | MON 4   | SWE 2   |         |         |         |         |         |         |         |         |         |         |         |         | 5位  | 38     |
| 1995 | 三菱・ラリーアート                     | 三菱・ランサー Evo III           |         |         | POR     | FRA 8   | NZL Ret | AUS 4   | ESP Ret | GBR Ret |         |         |         |         |         |         | 5位  | 38     |
| 1996 | 三菱・ラリーアート                     | 三菱・ランサー Evo III           | SWE 1   | KEN 1   | IDN Ret | GRE 2   | ARG 1   | FIN 1   | AUS 1   | ITA Ret | ESP 5   |         |         |         |         |         | 1位  | 123    |
| 1997 | 三菱・ラリーアート                     | 三菱・ランサー Evo IV            | MON 3   | SWE 3   | KEN Ret | POR 1   | ESP 1   | FRA Ret | ARG 1   | GRE 3   | NZL Ret | FIN 1   | IDN Ret | ITA 3   | AUS 2   | GBR 6   | 1位  | 63     |
| 1998 | 三菱・ラリーアート                     | 三菱・ランサー Evo IV            | MON Ret | SWE 1   | KEN Ret | POR Ret |         |         |         |         |         |         |         |         |         |         | 1位  | 58     |
| 1998 | 三菱・ラリーアート                     | 三菱・ランサー Evo V             |         |         |         |         | ESP 3   | FRA Ret | ARG 1   | GRE Ret | NZL 3   | FIN 1   | ITA 1   | AUS 1   | GBR Ret |         | 1位  | 58     |
| 1999 | 三菱・ラリーアート                     | 三菱・ランサー Evo VI            | MON 1   | SWE 1   | KEN DSQ | POR 5   | ESP 3   | FRA 6   | ARG 4   | GRE 3   | NZL 1   | FIN Ret | CHN Ret | ITA 1   | AUS 3   | GBR Ret | 1位  | 62     |
| 2000 | 三菱・ラリーアート                     | 三菱・ランサー Evo VI            | MON 1   | SWE 2   | KEN Ret | POR Ret | ESP 4   | ARG 3   | GRE Ret | NZL Ret | FIN 4   | CYP 5   | FRA Ret | ITA 3   | AUS DSQ | GBR 3   | 5位  | 36     |
| 2001 | 三菱・ラリーアート                     | 三菱・ランサー Evo 6.5           | MON 1   | SWE Ret | POR 1   | ESP 3   | ARG 4   | CYP Ret | GRE 4   | KEN 1   | FIN Ret | NZL 8   |         |         |         |         | 3位  | 41     |
| 2001 | 三菱・ラリーアート                     | 三菱・ランサー Evo VII WRC       |         |         |         |         |         |         |         |         |         |         | ITA Ret | FRA Ret | AUS 6   | GBR Ret | 3位  | 41     |
| 2002 | 555 スバル・ワールドラリーチーム       | スバル・インプレッサ WRC2001     | MON 1   | SWE Ret |         |         |         |         |         |         |         |         |         |         |         |         | 8位  | 22     |
| 2002 | 555 スバル・ワールドラリーチーム       | スバル・インプレッサ WRC2002     |         |         | FRA Ret | ESP Ret | CYP 3   | ARG Ret | GRE Ret | KEN Ret | FIN 6   | GER 7   | ITA Ret | NZL 3   | AUS DSQ | GBR 4   | 8位  | 22     |
| 2003 | 555 スバル・ワールドラリーチーム       | スバル・インプレッサ WRC2003     | MON Ret | SWE 2   | TUR 8   | NZL 7   | ARG Ret | GRE 5   | CYP Ret | GER Ret | FIN 6   | AUS 6   | ITA 10  | FRA 7   | ESP 8   | GBR 3   | 8位  | 30     |